# Leporinus pellegrinii
 Leporinus pellegrinii és una espècie de peix de la família dels anostòmids i de l'ordre dels caraciformes.

## Morfologia
- Els mascles poden assolir 12 cm de llargària total.[5][6]

## Alimentació
Menja algues i d'altres plantes.

## Hàbitat
Viu en zones de clima tropical entre 25 °C - 26 °C de temperatura.

## Distribució geogràfica
Es troba a Sud-amèrica: Argentina, conca del riu Amazones i rius costaners de les Guaianes.